# Carmen Gloria Aguayo
Carmen Gloria Elena Aguayo Iribarra (Valdivia, 28 de abril de 1929-El Quisco, 11 de noviembre de 2021) fue una política chilena. Fue designada por el presidente Salvador Allende como ministra de la Familia, cargo que no alcanzó a ocupar.

## Biografía
Fue militante del Partido Demócrata Cristiano (PDC) hasta 1969, año en el que pasó al Movimiento de Acción Popular Unitaria (MAPU). Durante el gobierno demócrata-cristiano de Eduardo Frei Montalva trabajó en el Instituto de Desarrollo Agropecuario – INDAP. Ahí se desempeñó en el nivel central y colaboró con Paulo Freire el tiempo en que estuvo participando, como educador popular, en la Reforma Agraria de Chile. Como miembro del MAPU se sumó a la Unidad Popular (UP), coalición que llegó al poder con Allende en 1970. Fue candidata a senadora por Santiago en las elecciones parlamentarias de 1973, sin ser electa.
Durante el gobierno de la UP fue encargada de la Consejería Nacional de Desarrollo Social, institución que serviría de base para la futura instalación de un ministerio dedicado a la mujer y la familia. El golpe de Estado de 1973 impidió que el proyecto se concretara.
Estuvo casada con Vicente Sota (1924-2017), exdiputado que también militó en el PDC y MAPU, siendo además fundador del Partido por la Democracia (PPD).

## Historial electoral

### Elecciones parlamentarias de 1973
- Elecciones parlamentarias de Chile de 1973 para senador por la Cuarta Agrupación Provincial, Santiago Período 1973-1981